# Phreatia plagiopetala
Phreatia plagiopetala är en orkidéart som beskrevs av Rudolf Schlechter. Phreatia plagiopetala ingår i släktet Phreatia och familjen orkidéer. Inga underarter finns listade i Catalogue of Life.